# Sideromelano

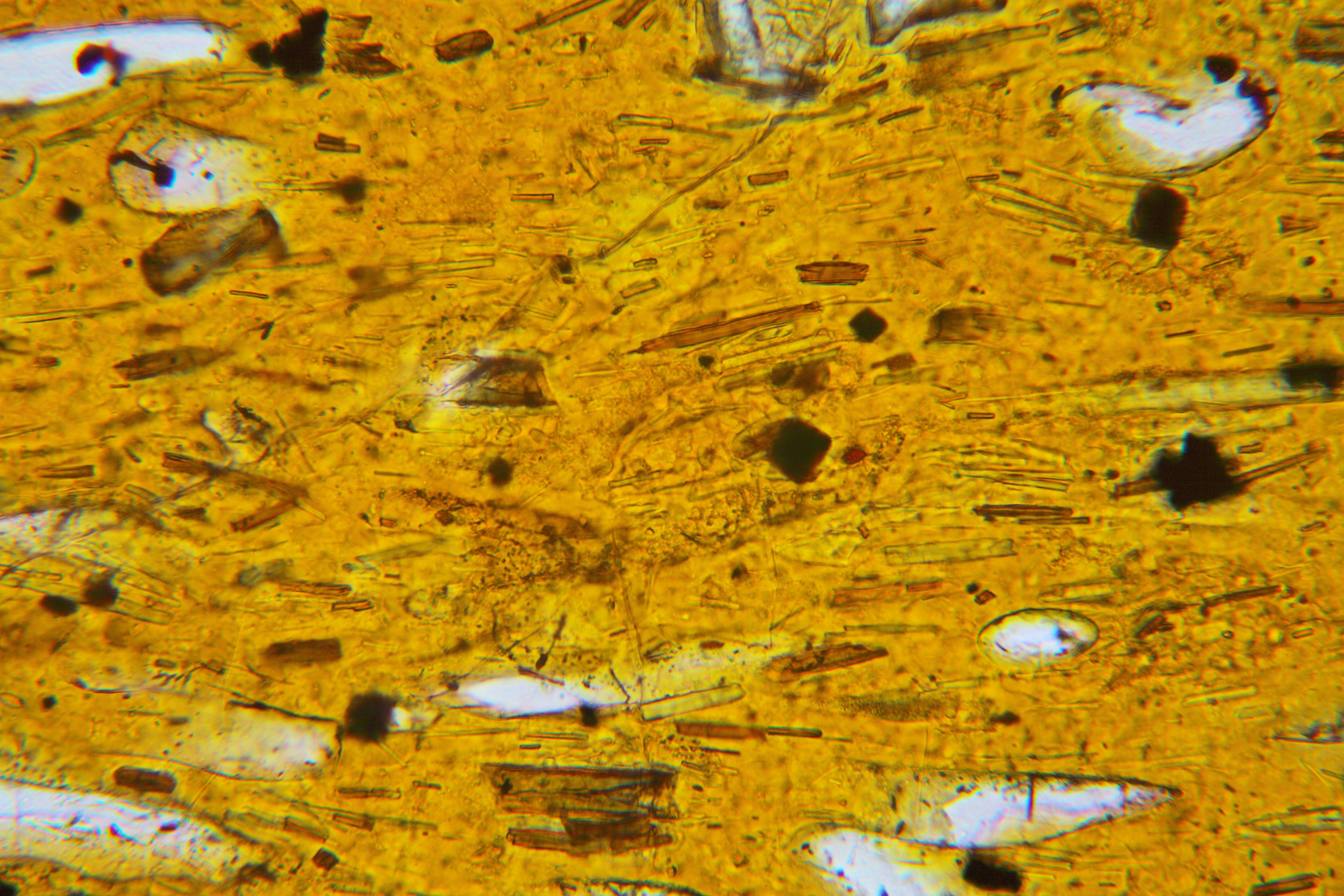
Vidrio basáltico (sideromelano) con inclusiones ordenadas en flujo (cristales, burbujas de gas).

Sideromelano es el vidrio volcánico de composición basáltica. En lámina delgada suele verse homogéneo, de color claro, isotrópico y de superficie suave. El sideromelano puede alterarse transformándose en palagonita, incorporando en el proceso agua.